# Parleza Wielka
Parleza Wielka (niem. Groß Parleese)  – osada w Polsce położona w województwie warmińsko-mazurskim, w powiecie olsztyńskim, w gminie Biskupiec.
W miejscowości jest przystanek kolejowy Parleza Wielka.
W latach 1975–1998 miejscowość należała administracyjnie do województwa olsztyńskiego.

## Zabytki
We wsi znajduje się przedwojenna nieczynna cegielnia i zabytkowy pałacyk z XIX w.